# Liste der Biografien/Rieu
Liste der Biografien |
Portal Biografien |
Personensuche
# |
A |
B |
C |
D |
E |
F |
G |
H |
I |
J |
K |
L |
M |
N |
O |
P |
Q |
R |
S |
T |
U |
V |
W |
X |
Y |
Z |
?
 
Ra |
Rb |
Rd |
Re |
Rh |
Ri |
Rj |
Rk |
Rl |
Rm |
Rn |
Ro |
Rr |
Rs |
Rt |
Ru |
Rv |
Rw |
Rx |
Ry |
Rz
 
Ria |
Rib |
Ric |
Rid |
Rie |
Rif |
Rig |
Rih |
Rii |
Rij |
Rik |
Ril |
Rim |
Rin |
Rio |
Rip |
Riq |
Rir |
Ris |
Rit |
Riu |
Riv |
Riw |
Rix |
Riy |
Riz
 
Rieb |
Riec |
Ried |
Rief |
Rieg |
Rieh |
Riek |
Riel |
Riem |
Rien |
Riep |
Rier |
Ries |
Riet |
Rieu |
Riev |
Riew |
Riex |
Riez
Die Liste der Biografien führt alle Personen auf, die in der deutschsprachigen Wikipedia einen Artikel haben. Dieses ist eine Teilliste mit 13 Einträgen von Personen, deren Namen mit den Buchstaben „Rieu“ beginnt.

## Rieu
- Rieu, André (* 1949), niederländischer Violinist, Orchesterleiter, Arrangeur und MusikproduzentAndré Rieu (* 1949)

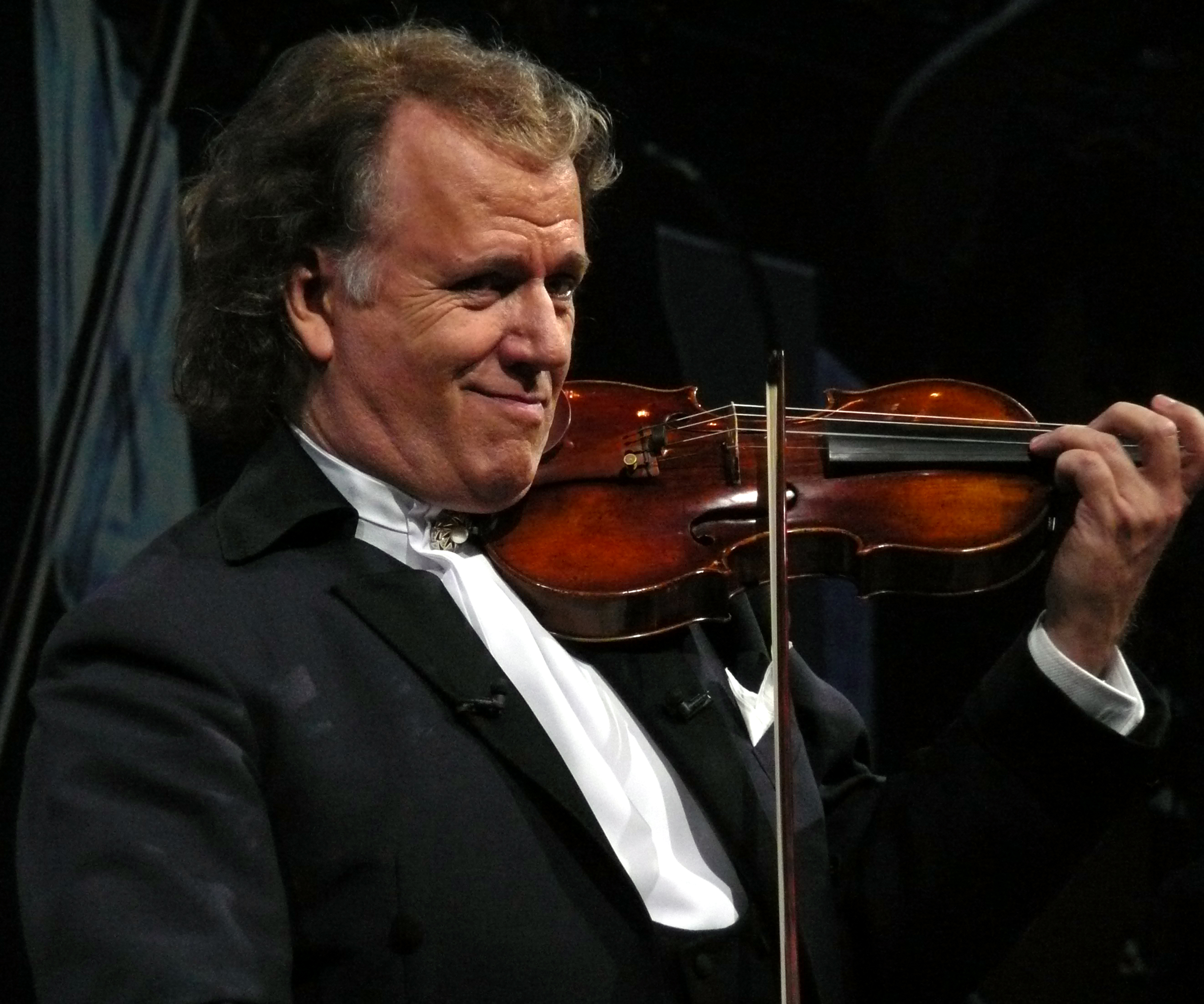
André Rieu (* 1949)

- Rieu, Charles (1846–1924), französischer Schriftsteller okzitanischer Sprache
- Rieu, Nicole (* 1949), französische Pop- und Chanson-Sängerin

### Rieub
- Rieubland, Jean-Denis (* 1973), französischer Koch
- Rieubon, René (1918–2011), französischer Politiker, Mitglied der Nationalversammlung

### Rieul
- Rieul von Reims († 698), Bischof von Reims

### Rieun
- Rieunier, Henri (1833–1918), französischer Konteradmiral, Marineminister und Mitglied der Abgeordnetenkammer

### Rieux
- Rieux, Alexandre de (1619–1695), französischer Bühnenbildner, Mitwirkender bei der Gründung der Pariser Oper
- Rieux, Guyonne de (1524–1567), Gräfin von Laval
- Rieux, Jean II. de († 1417), bretonischer und französischen Militär, Marschall von Frankreich
- Rieux, Jean IV. de (1447–1518), bretonischer und französischen Militär
- Rieux, Pierre de (* 1389), französischer Militär, Marschall von Frankreich
- Rieux, Renée de, demoiselle de Châteauneuf (1541–1582), Mätresse des französischen Königs Heinrich III.